# Нурмухамедов, Коптилеу
Коптилеу Нурымбетович Нурмухамедов (1903, Соркольская волость, Кунградский округ, северная окраина Хивинского ханства /ныне — Республика Каракалпакстан/ — 1938) — один из первых представителей каракалпакской советской интеллигенции, Председатель Облисполкома Каракалпакской Автономной области (1929—1932), Первый Председатель ЦИК Каракалпакской АССР (1932—1933). В период «Большого террора» в СССР (1937—1938 гг.) Коптилеу Нурмухамедов был арестован в 1937 году, в 1938 году приговорен за политические (контрреволюционные) преступления к смертной казни. Реабилитирован посмертно в 1957 году.

## Биография

### Молодые годы
Коптилеу Нурмухамедов родился в крестьянской семье, занимавшейся земледелием и рыболовством. Национальность Каракалпак из рода Кият. Отец — Нурымбет, мать — Багдан. Учился в аульной (аул — традиционное поселение сельского типа) школе. Был старшим сыном в семье. Со временем оставил учёбу и ушёл на заработки, чтобы помогать отцу. С 14 до 17 лет К. Нурмухамедов батрачил у казахского бая — рыбопромышленника Макатая Оразымбетова.
Коптилеу Нурмухамедов, как и другие работники — рыбаки, ловил и грузил рыбу, сидел на вёслах. Кроме того, бай извлекал выгоду из его относительной грамотности и небольшого знания русского языка. Эти знания он приобрёл благодаря общению с русскими, живущими в низовьях Амударьи, а также рыбаками — уральскими казаками, высланными в эти края в 1875 году.
В 17 лет Коптилеу Нурмухамедов освободился от участи байского батрака в результате свержения последнего хивинского хана Сейд-Абдуллы, победы народно-демократической революции в Хиве и провозглашения Хорезмской Народной Советской Республики (ХНСР) в 1920 году. Город Кунград в то время был в составе ХНСР. На фоне политических событий тех лет менялось классовое и революционное сознание людей, в том числе и молодого Коптилеу Нурмухамедова.
В 1921 году он возвращается домой в Сорколь помогать родителям по хозяйству, навсегда расставшись с участью наёмного работника Макатай бая. Коптилеу Нурмухамедов активно включился в общественно-политическую жизнь Соркольской волости, вступил в комсомол, а в 1922—1924 годы работал секретарём Соркольского волостного комитета Хорезмского комсомола.
В 1924 году К. Нурмухамедов поехал в Хиву на трёхмесячные педагогические курсы, после окончания, которых вернулся в Кунград и стал работать учителем в интернате. В интернат собирали сирот и голодных детей бедняков, проводивших время на базаре, около рыбожарок. Преподавание велось без учебников, карт и глобусов. Существовала постоянная угроза быть зарезанным басмачами. В числе тех, кого Коптилеу Нурмухамедов привёл в интернат, был видный впоследствии каракалпакский писатель, по его рекомендации ставший потом первым председателем Союза писателей КК АССР — Асан Бегимов (1907—1958), а также впоследствии известный каракалпакский поэт — Хожамет Ахметов (1908—1932) и другие.

### Партийная деятельность
С декабря 1924 года, после образования Каракалпакской Автономной области, Коптилеу Нурмухамедова избирают ответственным секретарём Кунградского окружного комсомола, где он проработал до марта 1926 года.
В сентябре 1925 года К. Нурмухамедов вступил в ряды ВКП(б)
В марте 1926 года 23-летний коммунист Коптлеу Нурмухамедов вступает в ряды ЧОН коммунаром.
С марта и до конца 1926 года К. Нурмухамедов — заведующий отделом народного образования Кунградского округа Каракалпакской автономной области (четыре округа в ККАО).
С начала 1927 года по март 1928 год К. Нурмухамедов — уполномоченный Областной контрольной комиссии ВКП (б) в Кунградском и Турткульском округах Каракалпакской Автономной области.
С марта по июнь 1928 года — помощник и заместитель прокурора области.
С 1 июня 1928 года по март 1929 год Коптилеу Нурмухамедов — ответственный секретарь партколлегии Областной контрольной комиссии ВКП (б). С 1927 по 1929 годы — член Областной контрольной комиссии ВКП (б). С 1928 по 1930 годы — член Казахской краевой контрольной комиссии ВКП (б).
В 1929—1932 гг. К. Нурмухамедов — председатель Облисполкома.
В марте 1929 года на IIIсъезде Советов Каракалпакской Автономной области он избирается членом и Председателем облисполкома Каракалпакской Автономной области. С 1929 года Коптилеу Нурмухамедов член Каракалпакского обкома ВКП (б), а с 1930 года — член бюро Каракалпакского Обкома ВКП (б).
В 1930 году К. Нурмухамедова назначают председателем областного штаба «культпоходов», осуществлявшего мероприятия партии и правительства по ликвидации неграмотности в Каракалпакии.
В годы первой пятилетки (1928—1932) Коптилеу Нурмухамедов занимал высшие должности в руководстве Каракалпакии — Председатель Облисполкома (1929—1932) и Председатель ЦИК ККАССР (1932—1933).
В 1930 году, согласно Постановлению Президиума ВЦИК от 20 июня 1930 года, утверждённого в декабре этого же года III сессией ВЦИК, Каракалпакская автономная область вышла из состава Казахской АССР и вошла в состав РСФСР. Последовала помощь РСФСР в хозяйственном и культурном развитии Каракалпакии. Совет Народных Комиссаров РСФСР Постановлением от 1 августа 1931 года, принятым по докладу Председателя Исполнительного комитета КАО К. Нурмухамедова о хозяйственном и культурном строительстве в АО, решил послать в Каракалпакию на работу квалифицированные кадры. Этим же Постановлением Госплану РСФСР поручалось изучить вопрос строительства железной дороги, Наркомпросу РСФСР рассмотреть вопрос открытия
пединститута в Каракалпакии и др. Народному комиссариату сельского хозяйства приступить к исследованию природных богатств края, расширению сети ирригационных сооружений, строительство хлопкового завода, рисового совхоза, организации новых МТС, ветеринарных и рыболовного техникумов и др. В 1933 году Дзержинский район Москвы принял шефство над КК АССР. Шефство осуществляла и Академия наук СССР. Председателю облисполкома АО Коптилеу Нурмухамедову было поручено осуществлять работу с шефами.
Подготовительная работа по преобразованию Автономной области в Автономную республику было поручено группе работников во главе с Председателем Облисполкома ККАО — К. Нурмухамедову.
20 марта 1932 года Каракалпакская АО была преобразована в Каракалпакскую АССР. 30 мая 1932 года Председатель Облисполкома Каракалпакской АО К. Нурмухамедов был избран Председателем ЦИК Каракалпакской АССР.
Коптилеу Нурмухамедов неоднократно избирался делегатом высших партийных, советских и комсомольских органов.
Он был делегатом первой Каракалпакской областной конференции РЛКСМ (октябрь 1925), на которой он был избран членом областного РЛКСМ, делегатом на IV Всеказахскую краевую конференцию РЛКСМ. Коптилеу Нурмухамедов был делегатом II-й (октябрь 1926), III-й (октябрь 1927), V-й (май 1930) Каракалпакской областной партийной конференции и VI-й
Всеказахской краевой партийной конференции (ноябрь 1927).
К. Нурмухамедов был делегатом I-го Учредительного (февраль 1925), III- го (март 1929), IV-го (февраль 1931) съездов Советов Каракалпакской Автономной области и I-го Учредительного съезда Советов Каракалпакской АССР (май 1932). Он был делегатом VII съезда Советов Казахской АССР (апрель 1929) и членом ЦИК КазАССР, делегатом XIV съезда Советов ВЦИК и делегатом V Всесоюзного съезда Советов СССР (1929), VI съезда Советов СССР (март 1931).
К. Нурмухамедов избран членом ВЦИК СССР в 1929 году (билет № 278) и в 1931 году членом Союзного Совета ЦИК СССР (билет № 280).

### Исключение из партии
В 1933 году Постановлением Среднеазиатского бюро ВКП (б) за злоупотребление служебным положением при распределении средств лечебного фонда, промтоваров и др. были освобождены от занимаемой должности, исключены из партии и привлечены к судебной ответственности первый секретарь Каракалпакского обкома ВКП (б) Т. И. Чурбанов и другие секретари Обкома ВКП (б).
Решением Бюро Каракалпакского Обкома ВКП (б) от 5 августа 1933 года были освобождены от занимаемой должности и понесли партийное наказание и члены Бюро Обкома ВКП (б). Председатель ЦИК КК АССР К. Нурмухамедов был исключён из партии, Председателю Совнаркома КК АССР К. Ауэзову — строгий выговор с занесением в учётную карточку. Они, в отличие от секретарей Обкома партии, как косвенно виновные (потеря бдительности членов Бюро Обкома партии) не были привлечены к судебной ответственности. Впоследствии эти обвинения против К. Нурмухамедова и К. Ауэзова были сняты, как необоснованные.
С 1933 по 1937 годы Коптилеу Нурмухамедов находится на издательской работе в Москве, на хозяйственной работе в Казахстане (Коксуйский овцеводческий совхоз Южно-Казахстанской области), в Узбекистане (зам. директора овцеводческого совхоза «Чим-Курган» в Джизакской области), в Каракалпакии (аппарат Наркомзема КК АССР, в Райземотделе Тахтакупырского района КК АССР).
Коптилеу Нурмухамедов отвергал необоснованные обвинения и неоднократно обращался в СредАзбюро ВКП (б) и в ЦИК ВКП (б) с просьбой восстановить его в рядах партии. 8 декабря 1935 года партийная коллегия комиссии партийного контроля при ЦК ВКП (б) поручила Комитету партийного контроля по Казахстану подготовить дело К. Нурмухамедова к слушанию на заседании выездной тройки КПК при ЦК ВКП (б), в случае представления им ходатайства о восстановлении его в партию первичной и районной парторганизации. 26 сентября 1936 года Бюро Кызылкумского райкома ВКП (б) ходатайствовало о восстановлении К. Нурмухамедова в рядах ВКП (б). Однако наступил 1937 год — время массовых репрессий в стране.

### Арест
20 сентября 1937 года Коптилеу Нурмухамедов был арестован, как «враг народа».
«Это ошибка. Никакой вины своей перед Советской властью не чувствую. Разберутся и отпустят. Смотри за детьми. Скоро вернусь» — это последние слова К. Нурмухамедова, сказанные своей жене во время последнего свидания в сентябре 1937 года в городе Ходжейли.
К. Нурмухамедов был расстрелян в 1938 году, через год после ареста, недалеко от города Ташкента и захоронен вместе с остальными жертвами массовых репрессий в общей могиле.

### Реабилитация
С 1937 по 1957 годы последовали 20 тяжёлых лет для семьи и имени Коптилеу Нурмухамедова. Семья ничего не знала о дальнейшей его судьбе после ареста в 1937 году. Родные жили все эти годы надеждой на его возвращение, не ведая о том, что его расстреляли.
После ХХ съезда КПСС и решения ЦК КПСС от 29 мая 1956 года Коптилеу Нурмухамедов был реабилитирован посмертно. Жена Коптилеу Нурмухамедова — Пердегуль не смогла перенести это известие и справиться со своими эмоциями. Во время ареста Коптилеу Нурмухамедова она была беременная, ребенок умер на следующий год. Вскоре, в этом же 1938 году, умерла 3-х летная дочь, а в 1941 — умерла старшая дочь. Пердегуль заболела и больше не смогла вернуться к полноценной жизни после стольких потрясений.
Постановлением Военной Коллегии Верховного суда СССР от 19 июля 1957 года был отменён приговор Военной Коллегии Верховного суда СССР от 13 октября 1938 года в отношении К. Нурмухамедова – высшая мера наказания, дело прекращено из-за отсутствия состава преступления. Коптилеу Нурмухамедов реабилитирован посмертно. ( Справка Военной коллегии Верховного суда СССР от 31 августа 1957 г. № 4 н 025668/56. Подпись председательствующего судебного состава  Военной коллегии Верховного Суда СССР, полковника юстиции  Б. Цырлинского).
Была восстановлена честь и партийный стаж К. Нурмухамедова. Постановлением Бюро Каракалпакского Обкома КП УЗ от 6 апреля 1968 года он был восстановлен в ряды КПСС. Проверкой Парткомиссии при Обкоме КП Уз была установлена необоснованность обвинения К. Нурмухамедова в растрате средств лечфонда республики.
Одна из улиц города Нукуса Республики Каракалпакстан носит имя Коптлеу Нурмухамедова (решение Нукусского горисполкома Совета трудящихся от 25 октября 1977 года, № 453). Его именем названы также профтехучилище в городе Кунграде, улица в городе Турткуле (Постановление Бюро Обкома КП Уз от 4 ноября 1978 года). Согласно Постановлению Бюро ЦК КП Уз от 25 января 1978 года и Бюро Каракалпакского обкома КП Уз от 4 ноября 1978 года в Нукусе 25 декабря 1978 году был отмечен 75-летний юбилей Коптилеу Нурмухамедова.
1930-е годы — один из самых мрачных периодов в истории СССР. Но этот период нельзя вычеркнуть из истории разных народов большой страны, как нельзя вычеркнуть историю людей, искренне веривших в то, что они созидали.
По инициативе снохи Коптилеу Нурмухамедова — Вероники Валентиновны Нурмухамедовой, которая не знала своего свёкра, но чтила память о нём, была установлена памятная плита Первому Председателю ЦИК Каракалпакской АССР на могиле его сына — академика Марата Нурмухамедова в городе Нукусе в 1987 году.